# Kılavuzlu-Talsperre
Die Kılavuzlu-Talsperre (türkisch Kılavuzlu Barajı) ist eine Talsperre im Südosten der Türkei am Ceyhan, 15 km westlich der Provinzhauptstadt Kahramanmaraş in der gleichnamigen Provinz.
Die Kılavuzlu-Talsperre wurde in den Jahren 1994–2001 mit dem Zweck der Bewässerung,  Energiegewinnung und Trinkwasserversorgung errichtet.
Das Absperrbauwerk ist ein 56 m (über der Talsohle) hoher Erdschüttdamm. Das Mauervolumen beträgt 3,96 Mio. m³.
Der Stausee bedeckt eine Fläche von 2,88 km². Der Speicherraum beträgt 69 Mio. m³.
Das Wasserkraftwerk verfügt über eine installierte Leistung von 54 MW.
Das Regelarbeitsvermögen liegt bei 144 GWh im Jahr.
Die Talsperre ist für die Bewässerung einer Fläche von 95.750 ha ausgelegt.
Flussaufwärts befindet sich die Menzelet-Talsperre, flussabwärts die Sır-Talsperre.